# Calamaria nuchalis
Calamaria nuchalis är en ormart som beskrevs av Boulenger 1896. Calamaria nuchalis ingår i släktet Calamaria och familjen snokar. IUCN kategoriserar arten globalt som livskraftig. Inga underarter finns listade.
Arten förekommer på Sulawesi. Honor lägger ägg.